# Suhrkamp Verlag
La Suhrkamp Verlag è una casa editrice tedesca fondata nel 1950 e generalmente riconosciuta come una delle principali in Europa.
Fondata nel 1950 a Francoforte, dal gennaio 2010 la sede della società si è trasferita a Berlino.

## Storia

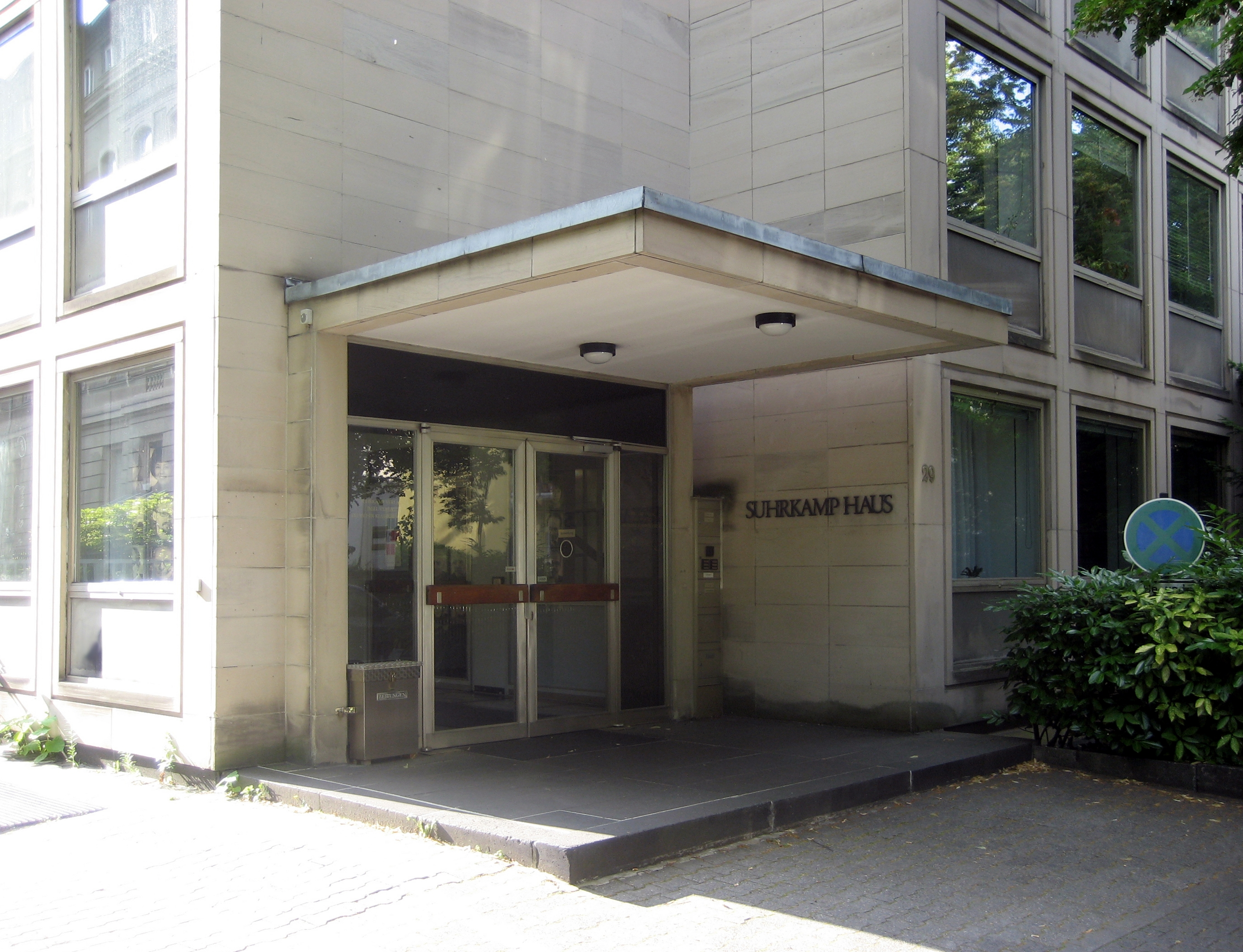
L'entrata dell'edificio storico (poi demolito) della casa editrice a Francoforte

L'azienda è stata fondata da Peter Suhrkamp, che aveva già guidato la S. Fischer Verlag dal 1936. Suhrkamp fu arrestato dalla Gestapo nel 1944, ma sopravvisse alla reclusione in campo di concentramento. Seguendo un suggerimento di Hermann Hesse, lasciò la casa editrice Fischer, per aprire la propria. L'8 ottobre 1945 ricevette dalle autorità britanniche, primo tedesco, la licenza di aprire una nuova casa editrice. La maggior parte degli scrittori associati a Fischer lo seguirono. Tra i primi autori che pubblicarono i propri libri con questa casa, si possono annoverare Hesse, Rudolf Alexander Schröder, Thomas Mann, Max Frisch, Gerhart Hauptmann e Bertolt Brecht. Inoltre pubblica tutti gli scritti del filosofo francofortese Theodor W. Adorno.

## Autori non tedeschi
Tra gli scrittori non tedeschi pubblicati dalla Suhrkamp Verlag vi sono:
Samuel Beckett, Octavio Paz, James Joyce, Marcel Proust, José Maria Eça de Queirós, Clarín, Mercè Rodoreda, Jorge Semprún, Lídia Jorge, Agustina Bessa-Luís, Juan Ramón Jiménez, Amos Oz, Julia Kissina, Sylvia Plath, Eduardo Mendoza e Clarice Lispector.
La Letteratura latinoamericana un punto focale per la Suhrkamp Verlag e nel suo catalogo figurano nomi come:
Pablo Neruda, Isabel Allende, Mario Vargas Llosa, Manuel Puig, João Ubaldo Ribeiro, Adolfo Bioy Casares, Guillermo Cabrera Infante, Alejo Carpentier, Julio Cortázar, Osman Lins, José Lezama Lima, Juan Carlos Onetti and Octavio Paz e Tuvia Tenenbom.

## Traduzioni dall'italiano
L'interesse della casa editrice per la letteratura e la cultura italiana, soprattutto novecentesca, è testimoniato da decine di traduzioni: dai "classici"  come Benedetto Croce (Briefwechsel Benedetto Croce, Karl Vossler 1955), Giuseppe Ungaretti (Gedichte, con la traduzione di Ingeborg Bachmann 1961), Italo Svevo (Ein Mann wird älter 1971), Luigi Pirandello (Mattia Pascal: Roman 1976), fino ai più recenti Rossana Rossanda (Vergebliche Reise, oder Politik als Education sentimentale 1985), Vincenzo Consolo (Das Lächeln des unbekannten Matrosen 1996), Adriano Prosperi (Die Gabe der Seele: Geschichte eines Kindsmordes 2007). Altri autori italiani in catalogo: Giorgio Agamben, Dante Alighieri (con la trad. di Friedrich Freiherr von Falkenhausen della Divina commedia), Pietro Aretino, Nanni Balestrini, Roberto Benigni, Giovanni Boccaccio, Gesualdo Bufalino, Paola Capriolo, Marcello Carlino, Gianni Celati, Benvenuto Cellini, Vincenzo Cerami, Roberto Cotroneo, Lorenzo Da Ponte, Maurizio De Giovanni, Umberto Eco, Giuseppe Ferrandino, Dario Fo, Galileo Galilei, Natalia Ginzburg, Carlo Gozzi, Cesare Lievi, Marco Lodoli, Andrej Longo, Niccolò Machiavelli, Alessandro Manzoni (Die Verlobten nella trad. di Ernst Wiegand Junker), Marco Polo, Franco Moretti, Ippolito Nievo, Francesco Petrarca (il Canzoniere, tradotto da Karlheinz Stierle), Francesco Piccolo, Roberto Saviano, Alberto Savinio, Gaetano Tumiati, Gianni Vattimo e Franco Volpi.